# Marold Wosnitza
Marold Sven Wosnitza (* 7. September 1965 in Saarbrücken) ist ein deutscher Erziehungswissenschaftler, Hochschullehrer und Politiker (SPD). Er war bis Ende 2018 Professor an der Philosophischen Fakultät an der Rheinisch-Westfälischen Technischen Hochschule Aachen (RWTH).
Am 14. Oktober 2018 wurde er in der Stichwahl zum Oberbürgermeister der Stadt Zweibrücken gewählt. Er trat sein Amt am 20. Dezember des Jahres an.

## Leben
Wosnitza lebt seit seinem zweiten Lebensjahr im pfälzischen Zweibrücken. Nach seinem Diplom im Gebiet Erziehungswissenschaft (1993) war er von 1994 bis 2004 wissenschaftlicher Mitarbeiter an der Universität Koblenz-Landau. Im Jahr 1999 wurde Wosnitza zum Dr. phil. promoviert und 2006 habilitiert. Von 2004 an übernahm er Vertretungsprofessuren an der PH Heidelberg und seit 2005 an der RWTH Aachen. Von 2008 bis 2009 war er Senior Lecturer an der School for Education der Murdoch University in Perth, Western Australia.
Zum Professor für Erziehungswissenschaft mit dem Schwerpunkt Schulpädagogik und empirischer Bildungsforschung an der RWTH Aachen wurde Wosnitza im Jahr 2009 berufen. 2011 war er kommissarischer geschäftsführender Direktor am Institut für Erziehungswissenschaft und von 2014 bis 2018 Prodekan für Forschung und Nachwuchs der Philosophischen Fakultät. Zudem ist er seit 2009 Adjunct Professor der Murdoch University in Perth. Seine Forschungsschwerpunkte sind: Motivation und Emotion, kooperatives Lernen und Arbeiten, Lehrermotivation und Lehrerresilienz sowie Self-Assessment.

## Politik
Am 30. September und 14. Oktober 2018 trat der Hochschullehrer als Oberbürgermeister-Kandidat gegen Bürgermeister Christian Gauf (CDU) an. Wosnitza kam bei fünf Konkurrenten in der ersten Wahl auf 42,7 Prozent der Stimmen. Der Ausgang der Stichwahl galt jedoch als offen, da sich die vier unterlegenen Bewerber für Gauf ausgesprochen hatten. Auch die Stichwahl gewann Wosnitza mit 56,1 Prozent der Stimmen. Er bringt vor allem Erfahrungen aus der Hochschulpolitik in sein Amt, da er nie im Stadtrat seiner Heimatstadt saß. Sein Amt trat er am 20. Dezember des Jahres an.

## Schriften (Auswahl)
- Motiviertes selbstgesteuertes Lernen im Studium. Landau 2000.
- Lernumwelt Hochschule (unveröffentlichte Habilitationsschrift). Landau 2005.
- Lernumwelt Hochschule und akademisches Lernen. Landau 2007.
- Mit Klaus Konrad: Neue Formen des Lernens in Schule, Aus- und Weiterbildung. Einführung in die Thematik motivierten selbstgesteuerten Lernens. Landau 1995.
- Mit Andreas Frey und Birgit Gehrlein: Fröbels ganzheitliche Pädagogik. Landau 2001, 2006.